# Mohaman
Mohaman (Meggyes Roland, Budapest, 1972. augusztus 22. – Budapest, 2017. március 4.) rapper, előadóművész. Az 1990-es években a Happy Gang tagjaként szerzett országos ismertséget.

## Élete és munkássága
Középiskolás korában kezdett zenélni. 1993-ban Paréj Zoltánnal és Móré Andrással megalapította a Happy Gang popegyüttest, amely a 90-es évek egyik legsikeresebb csapata volt.
A csapat 1999-es feloszlása után szólópályára lépett, és Mohaman néven adott ki gangsta rap stílusú lemezeket; első önálló albuma 2000-ben jelent meg (Da Flava Story). A következő évben megjelent Da Flava család felkerült a Mahasz Top 40-es lemezeladási listájára, és a lemezt Arany Zsiráf (Fonogram) díjra jelölték „Az év hazai rapalbuma” kategóriában. Mohaman ebben az időben tehetségek menedzselésével is foglalkozott; felfedezettjei közé tartozik a V.S.O.P. együttes és a rapper Game.
2003-ban visszavonult a zeneszerzéstől; a következő időszakban drogproblémákkal küzdött, melyekből a spiritualitásban találta meg a kiutat. 2016-ban visszatért a zeneszerzéshez, és több albumot adott ki, de új stílusát értetlenség fogadta. 44 éves korában szívelégtelenségben hunyt el.

## Diszkográfia
Mohaman
- Funky (EP, 2000)
- Huanita (EP, 2000)
- Da Flava Story... és a történet kezdetét vette (2000)
- Da Flava család (EP, 2001)
- Füvet tépni tilos (2002)
- Icd Explekta X (2016)

Happy Gang
- Zimme-zumm (1994)
- Boojaka (1995)
- Dauer (1996)
- Freestyle (1997)
- Te meg én (1998)
- Best of (1999)